# Suspended coaster

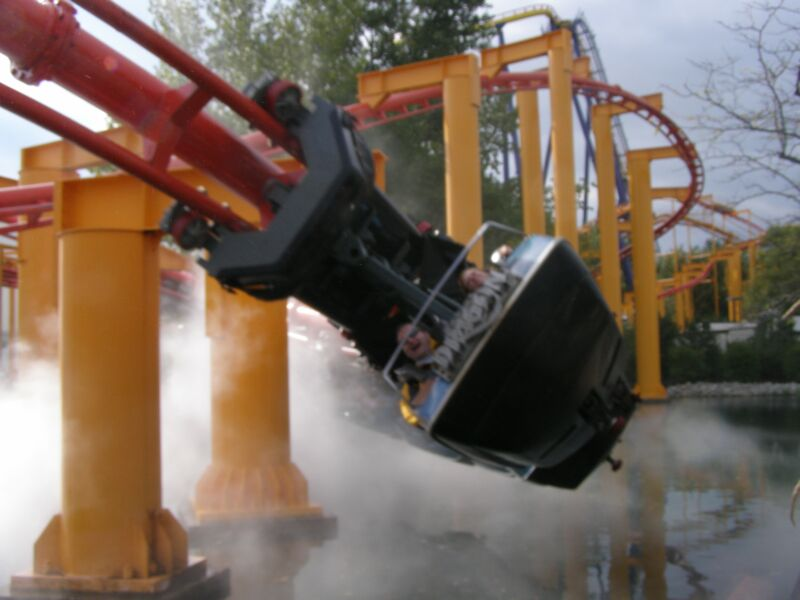
Vista frontale di un tipico treno della tipologia

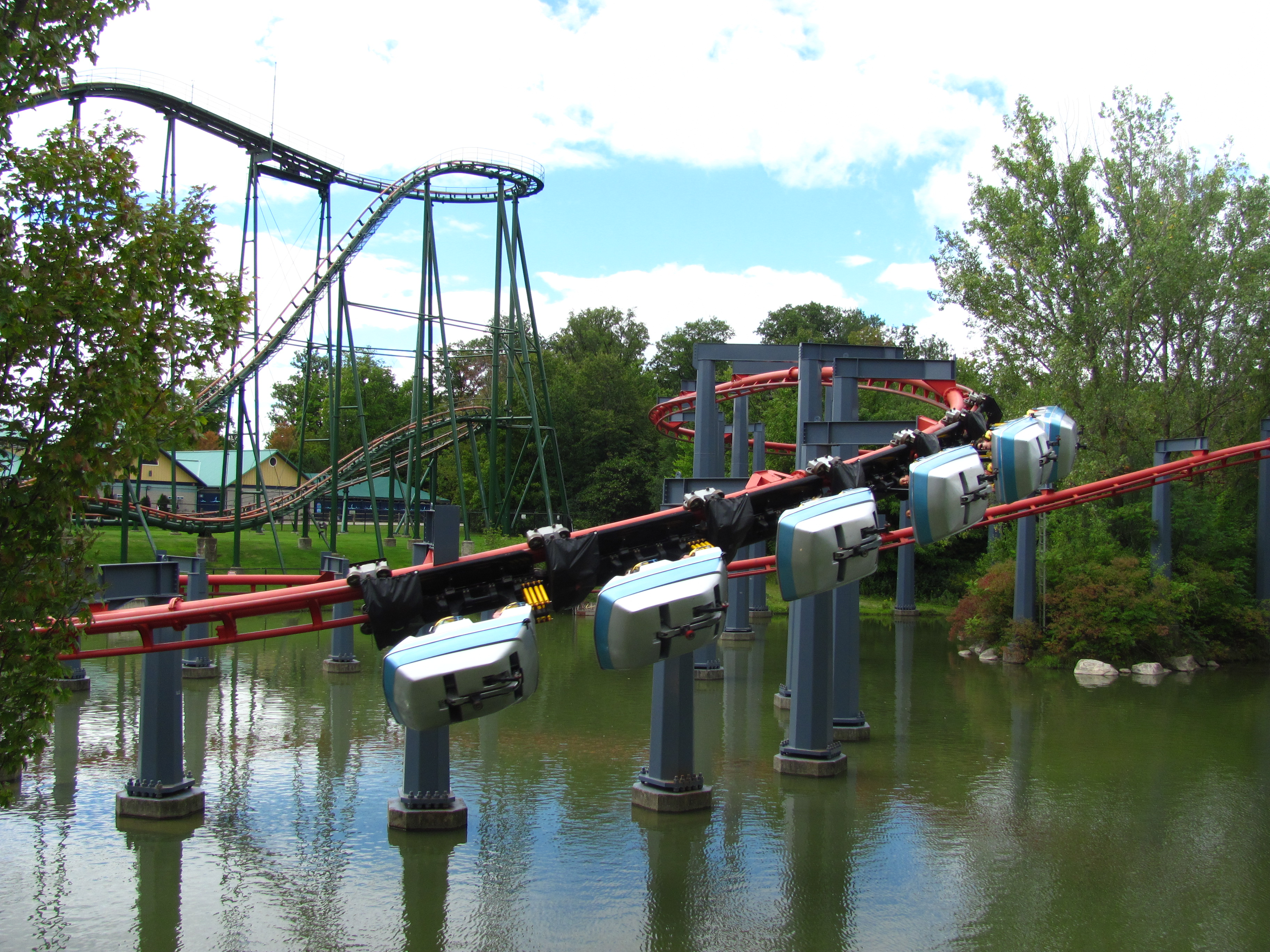
Oscillazione laterale dei vagoni durante una curva

Un suspended coaster (in italiano: "montagna russa sospesa") è una montagna russa in acciaio dove il treno è sottostante al binario. Simili agli inverted coaster, si differiscono perché ciascun vagone del treno è collegato da una sbarra oscillante ad una carrucola posizionata sotto al binario. Questa sbarra particolare permette di oscillare il singolo vagone lateralmente in modo libero, mentre il treno scorre lungo il binario. Data l'inconsueta natura della tipologia, queste montagne russe non possono compiere inversioni. In Italia ne è presente uno: Mirage Rosso a FasanoLandia. 

## Storia
Una dei primi suspended coaster era noto come Bisby's Spiral Airship, costruito a Long Beach, in California, all'inizio del 1900. I passeggeri si sedevano su gondole quadrate sospese dal binario sovrastante, che venivano poi trasportate attraverso una rampa in cima a una torre. Le gondole quindi scendevano lungo una discesa a spirale fino alla stazione. L'attrazione ha operato almeno fino alla metà degli anni 1910.

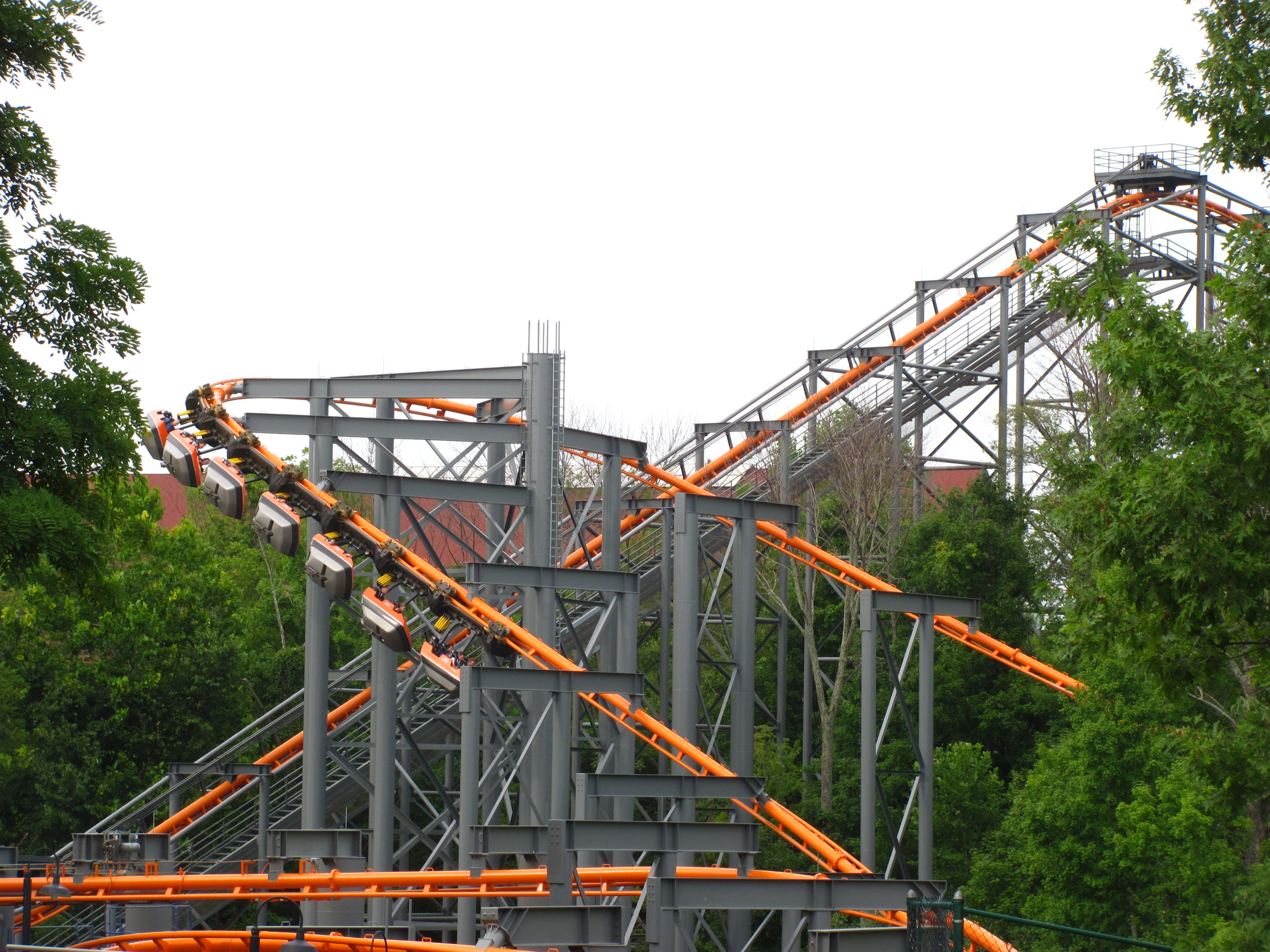
L'ormai defunto The Bat a Kings Island

La prima moderna montagna russa sospesa fu The Bat a Kings Island. Costruito da Arrow Development, The Bat aprì il 21 aprile 1981, ma fu presto afflitto da problemi. Tra questi vi erano: troppa forza esercitata dal treno sul binario durante alcune curve, perché queste non erano inclinate (banked) correttamente, e troppa tensione sulle ruote perché i freni erano montati direttamente sulle vetture. La giostra di 3,8 milioni di dollari fu chiusa nel 1983 e fu successivamente demolita. Il sito dell'ex The Bat è ora occupato da un altro ottovolante, progettato da Arrow, denominato Vortex.
Successivamente Arrow-Huss cominciò a perfezionare i suoi modelli di montagne russe sospese, culminando nel debutto di The Big Bad Wolf a Busch Gardens Williamsburg e XLR-8 a Six Flags Astroworld nel 1984. Dal 1984 hanno costruito in tutto 10 suspended coaster.